# Leopoldo Saro Marín
Leopoldo Saro Marín (Morón, Santa María del Puerto del Príncipe, actual Camagüey - Cuba -, 11 de gener de 1878 - Madrid, 19 d'agost de 1936) va ser un general de l'exèrcit espanyol. I comte de la Playa de Ixdain.

## Biografia
Fill del coronel d'infanteria Lesmes de Saro y González i de Maria Martina Marín d'Almansa. De molt jove ingressà a l'Acadèmia d'Infanteria i el 1895 fou destinat a Cuba amb el grau de 2n tinent, i allà participa en nombroses accions contra els insurgents; tornà a la península pocs mesos abans de la derrota en aquesta guerra.
De servei a Madrid fins que es desencadenà el 1909 la Guerra de Melilla, fou immediatament mobilitzat al front. Va fer nombroses accions contra l'enemic, destacant en la dramàtica acció del Barranc del Llop, per la qual seria ascendit a Comandant i destinat novament a Madrid, on ocuparia diversos llocs en el Ministeri de la Guerra i l'Estat Major Central fins que fou nomenat coronel del Regiment Immemorial del Rei Núm. 1.
El 1921 la Guerra del Rif el tornà a destinar a Àfrica, on va destacar en nombroses accions bèl·liques al costat dels generals Cabanellas, Sanjurjo i Dámaso Berenguer entre d'altres, per la qual cosa seria ascendit al generalat.
El general Saro va ser membre del nucli conspiratiu conegut com el Cuadrilátero que va exercir un important paper en el cop d'estat de Primo de Rivera de setembre de 1923 que va instaurar la Dictadura. Poc aficionat a la política i més a les fatigues de la guerra, va tornar ràpidament a l'Àfrica a organitzar els preparatius del desembarcament d'Alhucemas, on va dirigir amb encert una de les columnes d'atac; per la seva actuació fou ascendit a General de Divisió i el monarca li atorga el Comtat de la Playa de Ixdain.
De tornada a la península promogué la creació -i presidí- el Patronat de Cases Militars, abans de ser ascendit a Tinent General, i ocupar una de les capitanies generals.
Amb l'arribada de la Segona República, el general Saro fou separat del servei i processat pel Tribunal de Responsabilitats Polítiques per la seva actuació en el pronunciament de 1923, i fou sentenciat el 1932 pel delicte d'alta traïció i auxili, i ingressà a la presó; posteriorment fou amnistiat el 1934 i va passar a la situació de 2a reserva.
Va ser assassinat a Madrid el 19 d'agost de 1936 per milicians republicans, malgrat que no constava la seva adhesió a l'incipient Alzamiento Nacional.

## Activitats

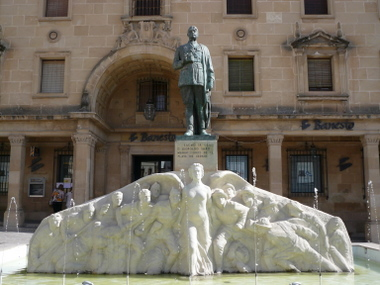
Estàtua del General Saro a Úbeda (Jaén)

Al marge de la seva carrera militar, va promoure nombroses activitats per al desenvolupament social, cultural i econòmic de la província de Jaén a la qual estava unit per llaços familiars. Destaquen la construcció del ferrocarril Baeza-Utiel (al que el dictador Francisco Franco titllaria com a "caprici del General Saro") i la Comunitat de Regants del Canal de Jandulilla, així com a Úbeda, la biblioteca municipal, diversos grups escolars, el Parador de Turisme, la reconstrucció de la Casa de les Torres, l'Escola d'Arts i Oficis i el Teatre Ideal Cinema. Per tot això i mitjançant subscripció popular, l'escultor local i deixeble de Marià Benlliure, Jacinto Higueras, va erigir un monument en el seu honor al que l'escriptor Antonio Muñoz Molina fa referència a la seva novel·la Beatus Ille. La restauració de la seva estàtua a la plaça d'Andalusia d'Úbeda va generar polèmica el 2006. Muñoz Molina es refereix a l'esmentada plaça en la novel·la El jinete polaco com a "la plaça del General Orduña".
Era Gentilhome de cambra amb exercici del Rei Alfons XIII, estava en possessió de tres creus al mèrit militar de primera, una de segona i dues de tercera classe totes elles amb distintiu vermell així com de tres creus de guerra "Maria Cristina" -dos de primera i una de segona classe-, la Gran Creu de la Reial i Militar Orde de Sant Hermenegild, així com de nombroses condecoracions espanyoles i estrangeres.